# 沃特尔岛
67°17′S 46°46′E / 67.283°S 46.767°E
沃特尔岛（英語：Wattle Island）是南極洲的島嶼，位於恩德比地，處於基克比角以東11公里，在1956年由澳大利亞探險隊繪入地圖，該島嶼以該國的刺槐命名。